# 가로등

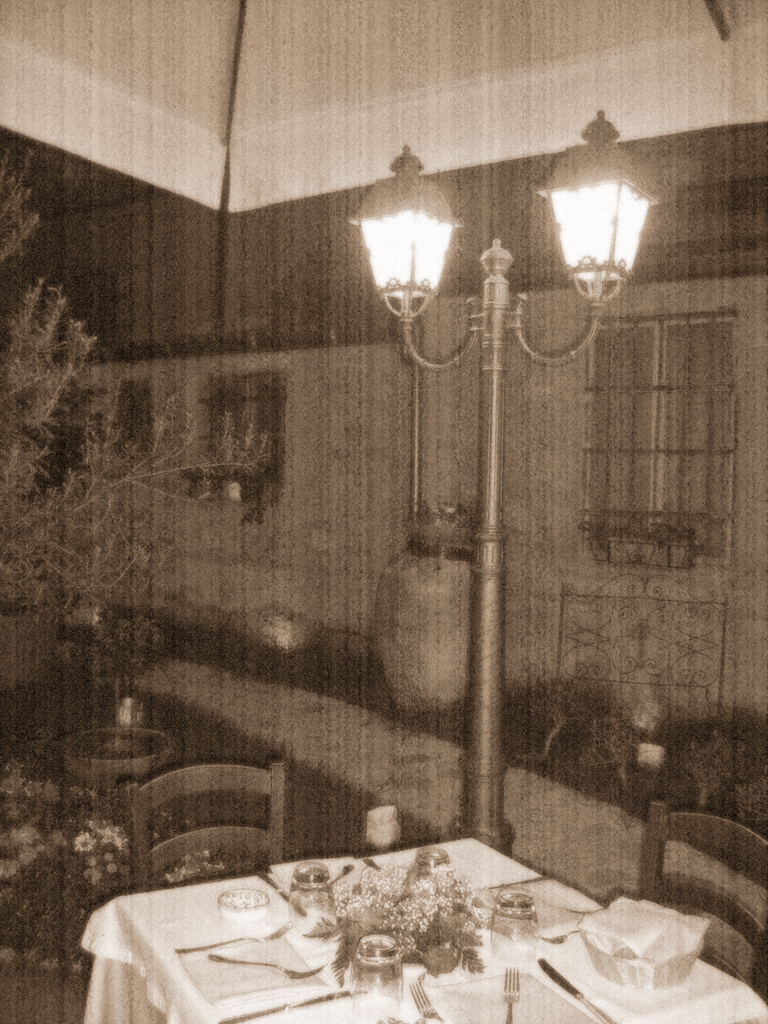

가로등(街路燈, street light)은 매일 밤 특정한 시간대에 어두운 도로나 보도 같은 길에서 운전자나 보행자의 시야 확보를 통한 사고 및 범죄 예방을 위해 도로 가장자리에 높게 설치하는 등을 말한다. 현대의 가로등은 빛에 민감한 광전지를 이용하여 어둑해 질 무렵 자동으로 점등되고 새벽에 소등되며, 흐린 날씨에도 작동한다. 가로등 사이에는 전화선이나 인터넷 선과 같은 전기선들이 연결되어 있는 경우가 대부분이다. 일반적으로 설치되는 가로등은 주로 축전지를 사용하는데, 가로등에 사용되는 축전지는 유지보수가 불필요한 고성능 밀폐형 납축전지인 경우가 많다. 이외에도 광원으로 고압수은등, 형광등, 나트륨등, 보통 전구 등이 사용되며 최근에는 풍력이나 태양광을 전원으로 사용하는 가로등도 등장하여 쓰이기 시작했다.
가로등은 보행자의 차량 충돌 위험을 크게 줄여주고 교차로에서의 사고를 방지하는 등의 장점이 있으나 누전으로 인한 잠재적 사고 위험과 빛공해(Light Pollution)를 일으킨다. 누전으로 인한 사고 위험을 줄이기 위해 몇몇 도시에서는 누전 경고등과 보호 커버를 장착하기도 한다. 깊은 밤인데도 도심에 켜 있는 가로등은 천체 관측을 방해하고, 식물의 광합성 작용에 혼란을 일으키며 곤충들의 이상행동을 초래하기도 한다. 최근 광공해에 대한 인식이 커지면서 무분별한 가로등의 설치를 자제하고 있는 추세이다.
가로등 전주의 형식에는 여러 가지가 있는데, 전주의 끝부분을 구부려서 그 끝에 등을 다는 하이웨이형, 전주의 끝부분에 가로로 가지를 뻗게 하여 거기에 등을 다는 브래킷형, 전주의 꼭대기에 등을 다는 주두형 등이 있다. 가로등은 그 용도에 따라 표지등, 도로등, 보안등으로 구분된다.

## 역사
가로등에 관한 최초의 기록은 4세기 경 안디옥 도시에서 기원하였다. 최초의 가로등은 그리스와 로마문명에서 등장하였는데, 주로 방랑자들을 보호하고 잠재적인 강도들을 막기 위한 목적으로 사용되었다. 이 시기의 가로등은 전기등이 아닌 석유등이었다. 한국에서는 1897년 1월 한성부(서울시)가 최초로 가로등을 세웠다.

## 같이 보기
- 조명